# Niphargus montanarius
Niphargus montanarius is een vlokreeftensoort uit de familie van de Niphargidae. De wetenschappelijke naam van de soort is voor het eerst geldig gepubliceerd in 2010 door Karaman, Borowsky & Dattagupta.